# 104 Водолея
104 Водолея (лат. 104 Aquarii), A² Водолея (лат. A² Aquarii), HD 222574 — двойная звезда в созвездии Водолея на расстоянии приблизительно 713 световых лет (около 218 парсеков) от Солнца. Видимая звёздная величина — +4,83m. Возраст звезды оценивается как около 135 млн лет.

## Характеристики
Первый компонент — оранжевый сверхгигант или яркий гигант спектрального класса G2Ib/II. Масса — около 4,23 солнечных, радиус — около 31,9 солнечных, светимость — около 447 солнечных. Эффективная температура — около 5680 К.
Второй компонент (HD 222561) — белая звезда спектрального класса A5/7(V).